# Костюченко Микола Михайлович
Костюченко Микола Михайлович (6 травня 1953, с. Ярославець, УРСР, СРСР — 31 січня 2007, Київ, Україна) — мистецтвознавець, член НСХУ (1982).

## Біографічні дані
Народився 6 травня 1953 року в с. Ярославець Сумської області.
У 1975 році закінчив Київський художній інститут (викладачами були П. Білецький, Г. Заварова, Л. Міляєва). 
З середини 1970-х років працював у Києві: 
- науковий співробітник музею мистецтва;
- з 1977 року — у Дирекції виставок НСХУ: 
  - з 1981 по 1987 — завідувач творчої секції,
  - з 1987 по 1992 — відповідальний секретар,
  - з 1994 по 1997 — завідувач міжнародного відділу,
  - з 1997 — мистецтвознавець.

Помер 31 січня 2007 року у Києві.

## Наукові публікації
Автор статей, опублікованих в журналах:
- «Образотворче мистецтво»: «Горизонти творчості» (1978, № 6), «Образно-пластическое решение художественных замыслов» (1979, № 5), «Книжная иллюстрация – о достижениях и проблемах (1981, № 5), «Активность познания жизни» (1988, № 2), «Генезис творчості Катерини Корнійчук» (1994, № 2);
- «Творчество»: «Картина-жанр» (1980, № 8), «Грани художественности» (1983, № 7);
- «Искусство»: «Основная цель поиска» (1986, № 1, співавт.);

Також автор неопублікованого дослідження «До питання про метод, або Спроба психоаналізу юкрейнарту» (К., 2003). Упорядник каталогів: «Михайло Дерегус» (К., 1984), «Молодые художники Украины» (1985), «Александр Лопухов» (1986; обидва — Москва), «Юлий Синькевич» (К., 1988).